# エドワード・グリフィン (第3代グリフィン男爵)
第3代グリフィン男爵エドワード・グリフィン（英語: Edward Griffin, 3rd Baron Griffin、1693年10月17日洗礼 – 1742年6月22日）は、イギリスの貴族。

## 生涯
第2代グリフィン男爵ジェームズ・グリフィンとアン・レインズフォード（Anne Raynsford、1668年頃 – 1707年5月29日埋葬、リチャード・レインズフォードの娘）の長男として生まれ、1693年10月17日にディングリーで洗礼を受けた。1710年7月5日にオックスフォード大学クライスト・チャーチに入学した。
1713年、メアリー・ウェルデン（Mary Welden、1774年3月8日没、アンソニー・ウェルデンの娘）と結婚した。
- エセックス（Essex、1738年9月20日没）

1715年10月に父が死去すると、グリフィン男爵の爵位を継承、1727年2月1日にイングランド国教会を遵奉して貴族院議員になった。議員としてはトーリー党に所属した。
1742年に死去、6月22日にディングリーで埋葬された。後継者がおらずグリフィン男爵の爵位は断絶、遺産は姉妹のエリザベス（1762年没）とアンが継承した。